# Puchar Świata w narciarstwie alpejskim kobiet 2013/2014
Puchar Świata w narciarstwie alpejskim kobiet 2013/2014 był 48. edycją tej imprezy. Cykl rozpoczął się tradycyjnie już w Sölden (Austria) 26 października 2013 roku, a zakończył się 18 marca 2014 roku ponownie w Lenzerheide (Szwajcaria).
W klasyfikacji generalnej po raz pierwszy w karierze zwyciężyła Austriaczka Anna Fenninger.

## Podium zawodów

### Indywidualnie
| Lp.                                      | Data                              | Miejscowość               | Trasa                        | Konkurencja       | 1. Miejsce                    | 2. Miejsce                    | 3. Miejsce              |
| ---------------------------------------- | --------------------------------- | ------------------------- | ---------------------------- | ----------------- | ----------------------------- | ----------------------------- | ----------------------- |
| 1.                                       | 26 października 2013              | Sölden                    | Rettenbach                   | Gigant            | Lara Gut                      | Kathrin Zettel                | Viktoria Rebensburg     |
| 2.                                       | 16 listopada 2013                 | Levi                      | Levi Black                   | Slalom            | Mikaela Shiffrin              | Maria Höfl-Riesch             | Tina Maze               |
| 3.                                       | 29 listopada 2013                 | Beaver Creek              | Solitude/Peregrine/Kestrel   | Zjazd             | Lara Gut                      | Tina Weirather                | Elena Fanchini          |
| 4.                                       | 30 listopada 2013                 | Beaver Creek              | Solitude/Peregrine/Kestrel   | Supergigant       | Lara Gut                      | Anna Fenninger                | Nicole Hosp             |
| 5.                                       | 1 grudnia 2013                    | Beaver Creek              | Birds of Prey / Golden Eagle | Gigant            | Jessica Lindell-Vikarby       | Mikaela Shiffrin              | Tina Weirather          |
| 6.                                       | 6 grudnia 2013                    | Lake Louise               | Men’s Olympic / East Summit  | Zjazd             | Maria Höfl-Riesch             | Marianne Kaufmann-Abderhalden | Elena Fanchini          |
| 7.                                       | 7 grudnia 2013                    | Lake Louise               | Men’s Olympic / East Summit  | Zjazd             | Maria Höfl-Riesch             | Tina Weirather                | Anna Fenninger          |
| 8.                                       | 8 grudnia 2013                    | Lake Louise               | Men’s Olympic / East Summit  | Supergigant       | Lara Gut                      | Tina Weirather                | Anna Fenninger          |
| 9.                                       | 14 grudnia 2013                   | Sankt Moritz              | Engiadina                    | Supergigant       | Tina Weirather                | Kajsa Kling                   | Anna Fenninger          |
| 10.                                      | 15 grudnia 2013                   | Sankt Moritz              | Corviglia / Suvretta         | Gigant            | Tessa Worley                  | Jessica Lindell-Vikarby       | Tina Maze               |
| 11.                                      | 17 grudnia 2013                   | Courchevel                | Stade Emile Allais           | Slalom            | Marlies Schild                | Frida Hansdotter              | Bernadette Schild       |
| 12.                                      | 21 grudnia 2013                   | Val d’Isère               | Oreiller. Killy              | Zjazd             | Marianne Kaufmann-Abderhalden | Tina Maze                     | Cornelia Hütter         |
| 13.                                      | 22 grudnia 2013                   | Val d’Isère               | Oreiller. Killy              | Gigant            | Tina Weirather                | Lara Gut                      | Maria Pietilä-Holmner   |
| 14.                                      | 28 grudnia 2013                   | Lienz                     | Schlossberg                  | Gigant            | Anna Fenninger                | Jessica Lindell-Vikarby       | Mikaela Shiffrin        |
| 15.                                      | 29 grudnia 2013                   | Lienz                     | Schlossberg                  | Slalom            | Marlies Schild                | Mikaela Shiffrin              | Maria Höfl-Riesch       |
| 16.                                      | 1 stycznia 2014                   | Monachium                 |                              | Slalom równoległy | Zawody odwołane               | Zawody odwołane               | Zawody odwołane         |
| 17.                                      | 4 stycznia 2014 5 stycznia 2014   | Zagrzeb Bormio            | Stelvio                      | Slalom            | Mikaela Shiffrin              | Maria Pietilä-Holmner         | Nastasia Noens          |
| 18.                                      | 11 stycznia 2014                  | Altenmarkt-Zauchensee     | Kaelberloch                  | Zjazd             | Elisabeth Görgl               | Anna Fenninger                | Maria Höfl-Riesch       |
| 19.                                      | 12 stycznia 2014                  | Altenmarkt-Zauchensee     | Kaelberloch                  | Superkombinacja   | Marie-Michèle Gagnon          | Michaela Kirchgasser          | Maria Höfl-Riesch       |
| 20.                                      | 14 stycznia 2014                  | Flachau                   | Griessenkar                  | Slalom            | Mikaela Shiffrin              | Frida Hansdotter              | Maria Pietilä-Holmner   |
| 21.                                      | 18 stycznia 2014 23 stycznia 2014 | Cortina d’Ampezzo         | Olympia delle Tofane         | Supergigant       | Elisabeth Görgl               | Maria Höfl-Riesch             | Nicole Hosp             |
| 22.                                      | 19 stycznia 2014 24 stycznia 2014 | Cortina d’Ampezzo         | Olympia delle Tofane         | Zjazd             | Maria Höfl-Riesch             | Tina Weirather                | Nicole Schmidhofer      |
| 23.                                      | 25 stycznia 2014                  | Ga-Pa Cortina d’Ampezzo   | Olympia delle Tofane         | Zjazd             | Tina Maze                     | Marianne Kaufmann-Abderhalden | Tina Weirather          |
| 24.                                      | 26 stycznia 2014                  | Ga-Pa Cortina d’Ampezzo   | Olympia delle Tofane         | Supergigant       | Lara Gut                      | Tina Weirather                | Maria Höfl-Riesch       |
| 25.                                      | 2 lutego 2014                     | Maribor Kranjska Gora     | Podkoren 3                   | Slalom            | Frida Hansdotter              | Marlies Schild                | Bernadette Schild       |
| XXII Zimowe Igrzyska Olimpijskie – Soczi |                                   |                           |                              |                   |                               |                               |                         |
| 26.                                      | 1 marca 2014 2 marca 2014         | Crans-Montana             | Mont Lachaux                 | Zjazd             | Andrea Fischbacher            | Anna Fenninger                | Tina Maze               |
| 27.                                      | 2 marca 2014                      | Crans-Montana             |                              | Superkombinacja   | Zawody odwołane               | Zawody odwołane               | Zawody odwołane         |
| 28.                                      | 1 lutego 2014 6 marca 2014        | Maribor Kranjska Gora Åre | Olympia                      | Gigant            | Anna Fenninger                | Anémone Marmottan             | Eva-Maria Brem Lara Gut |
| 29.                                      | 7 marca 2014                      | Åre                       | Olympia                      | Gigant            | Anna Fenninger                | Viktoria Rebensburg           | Jessica Lindell-Vikarby |
| 30.                                      | 8 marca 2014                      | Åre                       | Olympia                      | Slalom            | Mikaela Shiffrin              | Maria Pietilä-Holmner         | Anna Swenn-Larsson      |
| 31.                                      | 12 marca 2014                     | Lenzerheide               | Silvano Beltrametti          | Zjazd             | Lara Gut                      | Elisabeth Görgl               | Fränzi Aufdenblatten    |
| 32.                                      | 13 marca 2014                     | Lenzerheide               | Silvano Beltrametti          | Supergigant       | Lara Gut                      | Anna Fenninger                | Tina Maze               |
| 33.                                      | 15 marca 2014                     | Lenzerheide               | Silvano Beltrametti          | Slalom            | Mikaela Shiffrin              | Frida Hansdotter              | Marlies Schild          |
| 34.                                      | 16 marca 2014                     | Lenzerheide               | Silvano Beltrametti          | Gigant            | Anna Fenninger                | Eva-Maria Brem                | Jessica Lindell-Vikarby |

### Drużynowy slalom gigant równoległy
| Data           | Miejsce     | Zwycięzcy                                                                                                 | 2. miejsce                                                                            | 3. miejsce                                                                                                 |
| 25 lutego 2014 | Innsbruck   | Szwecja · Maria Pietilä-Holmner · Anna Swenn-Larsson · Mattias Hargin · Anton Lahdenperä · Markus Larsson | Norwegia · Mona Løseth · Nina Løseth · Truls Johansen · Sebastian-Foss Solevåg        | Szwajcaria · Denise Feierabend · Wendy Holdener · Nadja Vogel · Marc Gini · Reto Schmidiger · Markus Vogel |
| 14 marca 2014  | Lenzerheide | Szwajcaria · Wendy Holdener · Denise Feierabend · Luca Aerni · Reto Schmidiger                            | Stany Zjednoczone · Mikaela Shiffrin · Julia Mancuso · Tim Jitloff · David Chodounsky | Austria · Bernadette Schild · Michaela Kirchgasser · Manuel Feller · Philipp Schörghofer                   |

## Wyniki reprezentantek Polski
| Zawodniczka | Sölden 26.10 | Levi 16.11 | Beaver Creek 29.11 | Beaver Creek 30.11 | Beaver Creek 1.12 | Lake Louise 6.12 | Lake Louise 7.12 | Lake Louise 8.12 | St. Moritz 14.12 | St. Moritz 15.12 | Courchevel 17.12 | Val d’Isère 21.12 | Val d’Isère 22.12 | Lienz 28.12 | Lienz 29.12 | Monachium 1.01 | Bormio 5.01 | Altenmarkt-Zauchensee 11.01 | Altenmarkt-Zauchensee 12.01 | Flachau 14.01 | Cortina d’Ampezzo 23.01 | Cortina d’Ampezzo 24.01 | Cortina d’Ampezzo 25.01 | Cortina d’Ampezzo 26.01 | Kranjska Gora 2.02 | Crans-Montana 1.03 | Crans-Montana 2.03 | Åre 6.03 | Åre 7.03 | Åre 8.03 | Lenzerheide 13.03 | Lenzerheide 12.03 | Lenzerheide 15.03 | Lenzerheide 16.03 |
| Agnieszka Gąsienica-Daniel | 46           | –          | –                  | 48                 | dnf1              | –                | –                | –                | –                | –                | –                | –                 | –                 | –           | –           | –              | –           | –                           | –                           | –             | –                       | –                       | –                       | –                       | –                  | –                  | –                  | –        | –        | –        | –                 | –                 | –                 | –                 |
| Karolina Chrapek | –            | –          | 53                 | –                  | –                 | 58               | 56               | dnf              | –                | –                | –                | –                 | –                 | –           | –           | –              | –           | –                           | 34                          | –             | –                       | –                       | –                       | dnf                     | –                  | dnf                | –                  | –        | –        | –        | –                 | –                 | –                 | –                 |
| Aleksandra Kluś | –            | 66         | –                  | –                  | –                 | –                | –                | –                | –                | –                | –                | –                 | –                 | –           | dnf         | –              | –           | –                           | –                           | 56            | –                       | –                       | –                       | –                       | –                  | –                  | –                  | –        | –        | –        | –                 | –                 | –                 | –                 |
| Maryna Gąsienica-Daniel | –            | –          | –                  | –                  | –                 | –                | –                | –                | –                | –                | –                | –                 | –                 | dnf         | –           | –              | –           | –                           | –                           | –             | –                       | –                       | –                       | –                       | –                  | –                  | –                  | –        | –        | –        | –                 | –                 | –                 | –                 |
| Sabina Majerczyk | –            | –          | –                  | –                  | –                 | –                | –                | –                | –                | –                | –                | –                 | –                 | –           | –           | –              | 65          | –                           | –                           | –             | –                       | –                       | –                       | –                       | –                  | –                  | –                  | –        | –        | –        | –                 | –                 | –                 | –                 |
| 1-3 4-30 poniżej 30 dnf – zawodniczka nie ukończyła zjazdu dns – Zawodniczka nie wystartowała dsq – Zawodniczka zdyskwalifikowana |              |            |                    |                    |                   |                  |                  |                  |                  |                  |                  |                   |                   |             |             |                |             |                             |                             |               |                         |                         |                         |                         |                    |                    |                    |          |          |          |                   |                   |                   |                   |

## Klasyfikacje
| Lp. | Zawodniczka           | Punkty |
| --- | --------------------- | ------ |
| 1.  | Anna Fenninger        | 1371   |
| 2.  | Maria Höfl-Riesch     | 1180   |
| 3.  | Lara Gut              | 1101   |
| 4.  | Tina Maze             | 964    |
| 5.  | Tina Weirather        | 943    |
| 6.  | Mikaela Shiffrin      | 895    |
| 7.  | Maria Pietilä-Holmner | 647    |
| 8.  | Elisabeth Görgl       | 640    |
| 9.  | Nicole Hosp           | 575    |
| 10. | Frida Hansdotter      | 534    |

| Lp. | Zawodniczka          | Punkty |
| --- | -------------------- | ------ |
| 1.  | Maria Höfl-Riesch    | 504    |
| 2.  | Anna Fenninger       | 464    |
| 3.  | Tina Maze            | 409    |
| 4.  | Tina Weirather       | 400    |
| 5.  | Marianne Kaufmann-A. | 389    |
| 6.  | Lara Gut             | 352    |
| 7.  | Elisabeth Görgl      | 234    |
| 8.  | Andrea Fischbacher   | 257    |
| 9.  | Dominique Gisin      | 234    |
| 10. | Elena Fanchini       | 207    |

| Lp. | Zawodniczka       | Punkty |
| --- | ----------------- | ------ |
| 1.  | Lara Gut          | 448    |
| 2.  | Anna Fenninger    | 357    |
| 3.  | Tina Weirather    | 310    |
| 4.  | Elisabeth Görgl   | 240    |
| 5.  | Maria Höfl-Riesch | 216    |
| 6.  | Nicole Hosp       | 213    |
| 7.  | Tina Maze         | 183    |
| 8.  | Kajsa Kling       | 176    |
| 9.  | Nadia Fanchini    | 137    |
| 10. | Verena Stuffer    | 132    |

| Lp. | Zawodniczka             | Punkty |
| --- | ----------------------- | ------ |
| 1.  | Anna Fenninger          | 518    |
| 2.  | Jessica Lindell-Vikarby | 492    |
| 3.  | Maria Pietilä-Holmner   | 339    |
| 4.  | Lara Gut                | 285    |
| 5.  | Kathrin Zettel          | 284    |
| 6.  | Mikaela Shiffrin        | 261    |
| 7.  | Anémone Marmottan       | 257    |
| 8.  | Eva-Maria Brem          | 255    |
| 9.  | Federica Brignone       | 222    |
| 10. | Tina Weirather          | 219    |

| Lp. | Zawodniczka           | Punkty |
| --- | --------------------- | ------ |
| 1.  | Mikaela Shiffrin      | 638    |
| 2.  | Frida Hansdotter      | 488    |
| 3.  | Marlies Schild        | 385    |
| 4.  | Maria Pietilä-Holmner | 308    |
| 5.  | Maria Höfl-Riesch     | 234    |
| 6.  | Marie-Michèle Gagnon  | 232    |
| 7.  | Bernadette Schild     | 220    |
| 8.  | Nicole Hosp           | 204    |
| 9.  | Anna Swenn-Larsson    | 195    |
| 10. | Wendy Holdener        | 186    |

| Lp. | Zawodniczka          | Punkty |
| --- | -------------------- | ------ |
| 1.  | Marie-Michèle Gagnon | 100    |
| 2.  | Michaela Kirchgasser | 80     |
| 3.  | Maria Höfl-Riesch    | 60     |
| 4.  | Nicole Hosp          | 50     |
| 5.  | Sara Hector          | 45     |
| 6.  | Tina Maze            | 40     |
| 7.  | Ramona Siebenhofer   | 36     |
| 8.  | Anna Fenninger       | 32     |
| 9.  | Šárka Strachová      | 29     |
| 10. | Denise Feierabend    | 26     |

| Lp. | Państwo       | Punkty |
| --- | ------------- | ------ |
| 1.  | Austria       | 6096   |
| 2.  | Szwajcaria    | 3356   |
| 3.  | Szwecja       | 2938   |
| 4.  | Włochy        | 2082   |
| 5.  | Niemcy        | 2029   |
| 6.  | USA           | 2021   |
| 7.  | Słowenia      | 1272   |
| 8.  | Francja       | 1136   |
| 9.  | Liechtenstein | 854    |
| 10. | Norwegia      | 832    |